# Мотылёв, Михаил Иванович
Михаил Иванович Мотылёв (30 июля 1891, Москва — 29 июня 1969, там же) — советский архитектор.

## Биография
Родился 30 июля 1891 года в Москве в семье художника. В 1916 году окончил Московское училище живописи, ваяния и зодчества (МУЖВЗ), а в 1919 году — Академию художеств в Петрограде со званием архитектора-художника. Студентом работал у И. И. Рерберга по проектированию и строительству Брянского (Киевского) вокзала в Москве. Затем работал под руководством профессора А. Н. Померанцева. С 1917 года — у академика архитектуры А. В. Щусева. После окончания училища работал на сооружении железнодорожной линии Ермолино — Кинель и вокзальных зданий. Затем — в архитектурной Мастерской архитектурно-художественного отдела Наркомпроса РСФСР под руководством академика архитектуры И. В. Жолтовского, где занимался типовым проектированием. В 1920-е годы — член Технического совещания (архитектурного совета) «Мосстроя», возглавляемого М. В. Крюковым; с 1926 года — главный архитектор проектного (технического) бюро треста «Сокстрой», с 1928 года — главный архитектор проектного отдела треста «Мосстрой». В 1930 году принимал непосредственное участие в организации треста «Моспроект» в качестве главного архитектора, затем руководил Мастерской № 6. В 1933—1940 годах работал в проектном отделе Мосгорисполкома автором-архитектором в мастерских № 2, 4 и 7.
Кандидат архитектуры с 1956 года. Защитил диссертацию на тему «Архитектура советских общеобразовательных школ РСФСР». Долгое время преподавал в Московском Архитектурном институте (МАрхИ): доцент с 1947 года, и. о. профессора в 1943 году, профессор с 1955 года. Участник конкурсов, лауреат премий.
Жил в Москве по адресу: 1-й Басманный переулок, 5/4 (1930-е — 1960-е). Умер в Москве 29 июня 1969 года. Похоронен на Ваганьковском кладбище.

## Творческое наследие
М. И. Мотылёв занимался по преимуществу жилой и общественной архитектурой города. Он — архитектор жилых комплексов на улицах Новорязанской, Земляном Валу, Суворовской (владение № 2/1), Буженинова, Стромынке, Колодезной, Короленко (дома РЖСКТ «Организатор»), Большой Почтовой (владение № 18/20 — «Будёновский посёлок»), Русаковской (чётная сторона — дома РЖСКТ «Красный Северянин»), а также Дубровского и Дангауэровского жилых массивов (в соавторстве), здания Лицея 1535 по адресу улица Усачёва, 50 (1929—1930) и больниц в Москве и Московской области.

## Награды
- Медаль «За доблестный труд в Великой Отечественной войне 1941—1945 гг.»[2]
- Медаль «В память 800-летия Москвы»[2]
- Серебряная медаль за реконструкцию павильонов «Охота и звероводство» и «Собаководство» на ВСХВ[2]